# Andrew Ross
Andrew Ross (ur. 14 października 1980) – nowozelandzki judoka.
Uczestnik mistrzostw świata w 2001. Startował w Pucharze Świata w 2001 i 2002. Brał udział w igrzyskach wspólnoty narodów w 2002, gdzie odpadł w pierwszej rundzie. Srebrny medalista mistrzostw Oceanii w 2002. Mistrz kraju w 2000 roku.